# الانتخابات الرئاسية الكورية الجنوبية 1956
الانتخابات الرئاسية الكورية الجنوبية 1956 هي انتخابات رئاسية ‏ جرت في 15 مايو 1956، في كوريا الجنوبية، لانتخاب رئيس كوريا الجنوبية.
فاز بالانتخابات إي سنغ مان.